# 南アフリカ連邦総督
南アフリカ連邦総督 (みなみアフリカれんぽうそうとく、英:Governor-General of the Union of South Africa) は、英連邦王国時代の自治領南アフリカ連邦に1910年から1961年まで置かれた総督である。南アフリカ国王の代理人である。
1961年5月31日に南アフリカ連邦がイギリス連邦を脱退したために廃止され、同日に南アフリカ共和国の国家元首として大統領職が新設された。

## 一覧
| # |  | 氏名                               | 就任           | 退任           | 首相                         |
| - |  | ---------------------------------- | -------------- | -------------- | ---------------------------- |
| 1 |  | ハーバート・グラッドストーン       | 1910年5月31日  | 1914年9月8日   | ルイス・ボータ               |
| 2 |  | シドニー・バクストン               | 1914年9月8日   | 1920年11月17日 | ルイス・ボータ               |
| 3 |  | アーサー・オブ・コノート王子       | 1920年11月17日 | 1924年1月21日  | ヤン・スマッツ               |
| 4 |  | アレクサンダー・ケンブリッジ       | 1924年1月21日  | 1931年1月26日  | ヤン・スマッツ               |
| 5 |  | ジョージ・ヴィリアーズ             | 1931年1月26日  | 1937年4月5日   | J・B・M・ヘルツォーク        |
| 6 |  | パトリック・ダンカン               | 1937年4月5日   | 1943年7月17日  | J・B・M・ヘルツォーク        |
| - |  | ニコラース・ヤコブス・デ・ウェット | 1943年7月17日  | 1946年1月1日   | ヤン・スマッツ               |
| 7 |  | ギデオン・ブランド・ヴァン・ジル   | 1946年1月1日   | 1951年1月1日   | ヤン・スマッツ               |
| 8 |  | アーネスト・ジョージ・ヤンセン     | 1951年1月1日   | 1959年11月25日 | ダニエル・フランソワ・マラン |
| - |  | ルーカス・コーネリアス・ステイン   | 1959年11月26日 | 1959年12月11日 | ヘンドリック・フルウールト   |
| 9 |  | チャールズ・ロバーツ・スワート     | 1959年12月11日 | 1961年4月30日  | ヘンドリック・フルウールト   |
| - |  | ルーカス・コーネリアス・ステイン   | 1961年4月30日  | 1961年5月31日  | ヘンドリック・フルウールト   |